# Kresty (Krasnojarsk)
Kresty (russisch Кресты́) ist eine Siedlung (possjolok) in der russischen Region Krasnojarsk in Nordsibirien. Bis zu seiner Auflösung Ende 2006 gehörte sie zum Autonomen Kreis Taimyr, dem heutigen Taimyrski Dolgano-Nenezki rajon (Rajon Taimyr der Dolganen und Nenzen).

## Geographische Lage
Kresty liegt in der Taimyrsenke, dem seen- und sumpfreichen Mittelteil des Nordsibirischen Tieflands, unmittelbar beim Zusammenfluss von Kotui und Cheta zur Chatanga, am rechten, hohen Flussufer. Es gehört als eine von zehn Ortschaften zur Landgemeinde Selskoje posselenije Chatanga und liegt etwa 15 km südwestlich (flussaufwärts) des Gemeindesitzes Chatanga.
Kresty ist durch eine Straße mit Chatanga verbunden.

## Einwohner
Fast alle der 274 Einwohner des Ortes (Stand 14. Oktober 2010) gehören der Ethnie der Dolganen an.